# マロボ礁湖

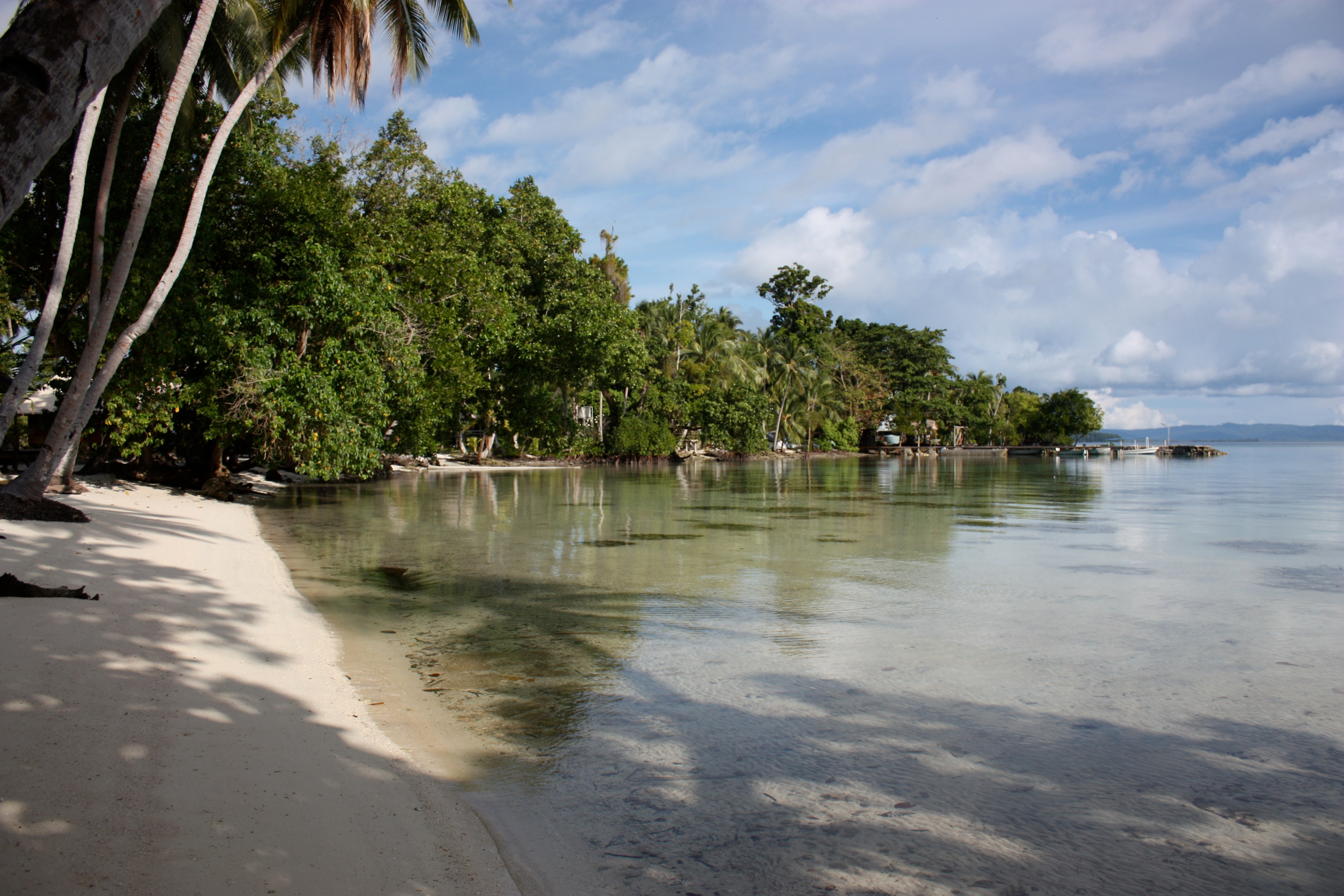
マロボ礁湖に臨む堡礁のひとつである、ウエピ島の海岸。2008年撮影。

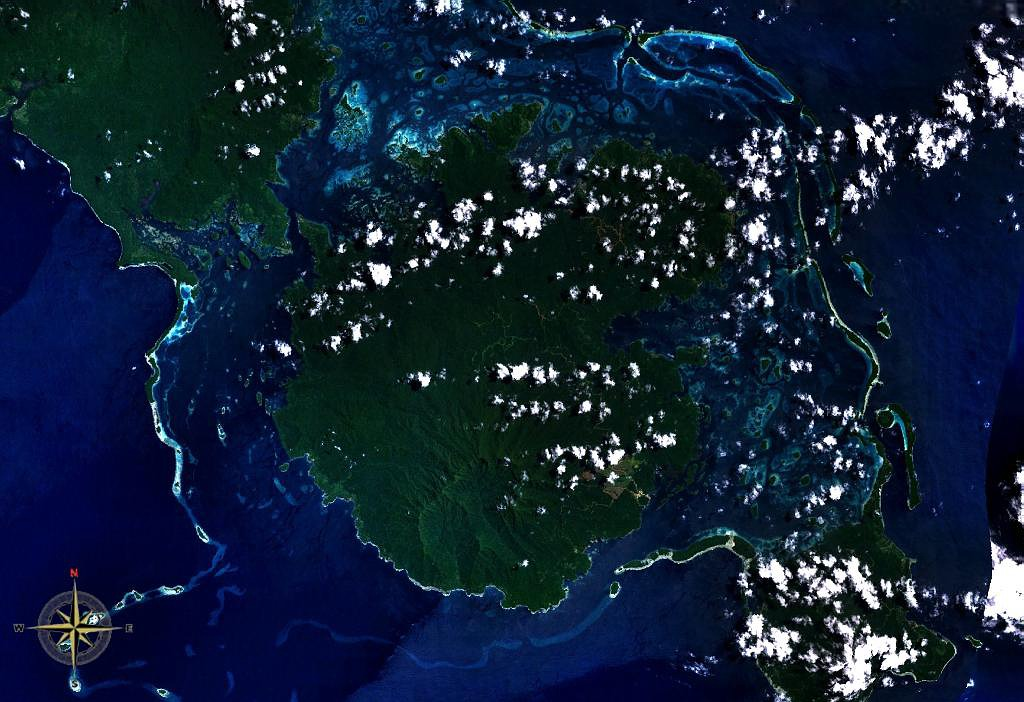
宇宙から見たバングヌ島。島の東側や北側に、マロボ礁湖が広がっている。

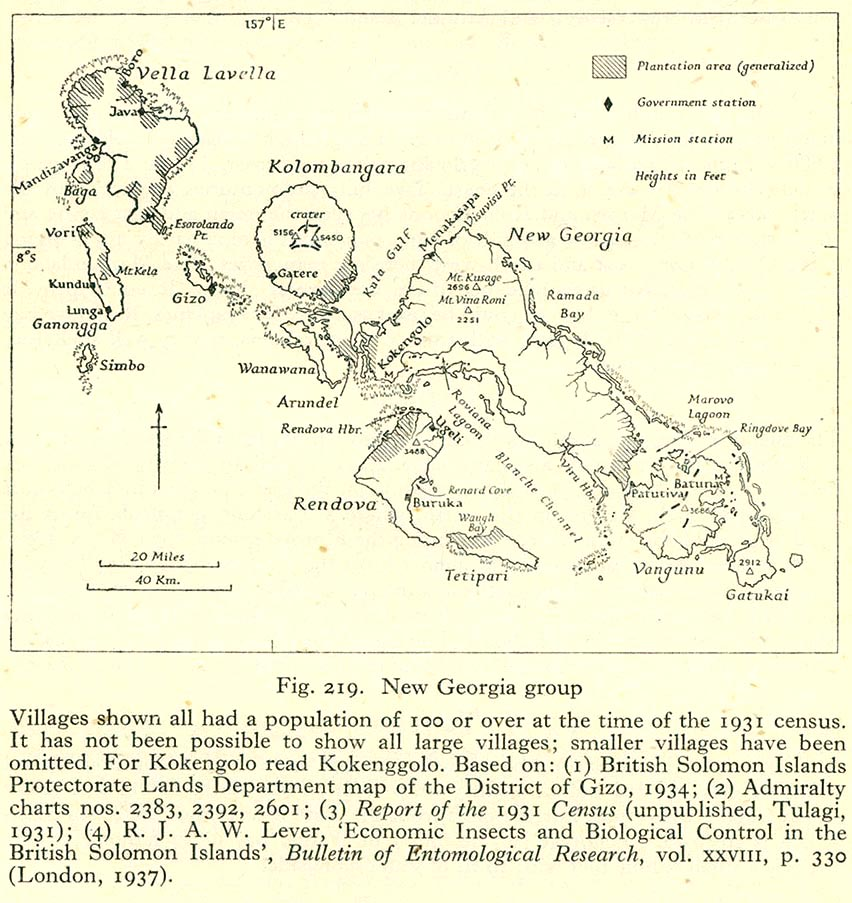
1940年代にイギリス海軍本部が作成したニュージョージア諸島の地図。南東端のバングヌ島 (Vangunu)、ンガトカエ島 (Gatukai) 周辺からニュージョージア島北東側の海域に沿って礁湖が北西に延びている。

マロボ礁湖、マロボ・ラグーン (Marovo Lagoon) は、南緯8度29分 東経158度04分 / 南緯8.48度 東経158.07度 付近に位置し、バングヌ島の東側、ンガトカエ島の北側からニュージョージア島沿岸にかけて広がる、世界最大の塩水の礁湖。ソロモン諸島の西部州を成すニュージョージア諸島の東部に位置しており、その範囲は、概ね 700平方キロメートルに及ぶ。また、大部分は二重の堡礁の列によって囲われており、チャールズ・ダーウィンが唱えたサンゴ礁地形の「沈降説」を最もよく説明する模式地とも評されている。

## 概要
マロボ礁湖の一部には、マロボ礁湖世界遺産地域 (the Marovo Lagoon World Heritage Area) が設定されている。2008年12月23日に複合遺産「Marovo - Tetepare Complex」として暫定リストに登録され、2020年現在もその状態が続いてる。この礁湖では、ミナミハンドウイルカ (Tursiops aduncus) の生息も確認されている。この礁湖は、サンゴや魚類の種類も豊富で、ダイビングの好適地として人気が高い。
礁湖内には、多数の島があり、その一部には住民が居住している。全体では、およそ1.1万人が、50か所ほどに分かれて住んでいる。地元の住民たちは、マロボ語を話しており、おもに自給自足農業に従事し、漁撈の技術にも長けている。